# شتاء براغ (كتاب)
شتاء براغ - هو كتاب سيرة ذاتية من تاليف مادلين أولبريت، اسمه بالكامل شتاء براغ: سيرة ذاتية للذكرى والحرب 1937-1948، تم نشرة للمرة الأولي في أبريل من العام 2012م.

## الملخص
يمثل هذا الكتاب السيرة الذاتية لأولبرايت. والتي ولدت في براغ، تشيكوسلوفاكيا، عام 1937. وقد روت أولبريت في هذا الكتاب ذكريات وتجارب طفولتها. قبل أن تبلغ من العمر 12 عامًا، حيث شهدت الغزو النازي في براغ.

## التعليقات
كتبت صحيفة لوس أنجلوس تايمز في مراجعتها اهذا الكتاب "بالنسبة للقراء الأمريكيين الذين قد لا يكونون على دراية بإرث توماس وجان ماساريك، يقدم هذا الكتاب ما يكفي من التاريخ الشامل والتفاصيل القريبة بحيث تأتي نهاية جان، بعد الحرب، بمثابة صدمة.